# Clintonita
La clintonita és un mineral de la classe dels silicats que pertany al grup de la mica. Va ser anomenada en honor de DeWitt Clinton (1769-1828), home d'estat i naturalista nord-americà.

## Característiques
La clintonita és un silicat de fórmula química CaAlMg₂(SiAl₃O10)(OH)₂. Cristal·litza en el sistema monoclínic en forma de cristalls pseudohexagonals tabulars de fins a 2,5 cm amb macles complexes; de forma foliada o lamel·lar irradiada; i també de forma massiva. La seva duresa a l'escala de Mohs és d'entre 3,5 i 6. S'han trobat els politipus 1M i els 2M1 i 3A, tot i que els dos últims són poc freqüents.
Segons la classificació de Nickel-Strunz, la clintonita pertany a «09.EC - Fil·losilicats amb plans de mica, compostos per xarxes tetraèdriques i octaèdriques» juntament amb els següents minerals: minnesotaïta, talc, wil·lemseïta, ferripirofil·lita, pirofil·lita, boromoscovita, celadonita, chernykhita, montdorita, moscovita, nanpingita, paragonita, roscoelita, tobelita, aluminoceladonita, cromofil·lita, ferroaluminoceladonita, ferroceladonita, cromoceladonita, tainiolita, ganterita, annita, ephesita, hendricksita, masutomilita, norrishita, flogopita, polilitionita, preiswerkita, siderofil·lita, tetraferriflogopita, fluorotetraferriflogopita, wonesita, eastonita, tetraferriannita, trilitionita, fluorannita, xirokxinita, shirozulita, sokolovaïta, aspidolita, fluoroflogopita, suhailita, yangzhumingita, orlovita, oxiflogopita, brammal·lita, margarita, anandita, bityita, kinoshitalita, ferrokinoshitalita, oxikinoshitalita, fluorokinoshitalita, beidel·lita, kurumsakita, montmoril·lonita, nontronita, volkonskoïta, yakhontovita, hectorita, saponita, sauconita, spadaïta, stevensita, swinefordita, zincsilita, ferrosaponita, vermiculita, baileyclor, chamosita, clinoclor, cookeïta, franklinfurnaceïta, gonyerita, nimita, ortochamosita, pennantita, sudoïta, donbassita, glagolevita, borocookeïta, aliettita, corrensita, dozyïta, hidrobiotita, karpinskita, kulkeïta, lunijianlaïta, rectorita, saliotita, tosudita, brinrobertsita, macaulayita, burckhardtita, ferrisurita, surita, niksergievita i kegelita.

## Formació i jaciments
La clintonita es forma en esquists de clorita; en roques calcàries alterades metasomàticament i en skarns silícics prop de zones de contacte metamòrfiques. Va ser descoberta a Amity, al comtat d'Orange (Nova York, Estats Units). També ha estat descrita a Dinamarca, Eslovàquia, Espanya, Estats Units, Finlàndia, França, Hongria, Indonèsia, l'Iran, Israel, Itàlia, el Japó, Madagascar, Mèxic, la República Txeca, Romania, Rússia, Suècia, Xilei la Xina.